# Rocșoreni
Rocșoreni – wieś w Rumunii, w okręgu Mehedinți, w gminie Dumbrava. W 2011 roku liczyła 115 mieszkańców.